# جائزة جنوب إفريقيا الكبرى 1971
جائزة جنوب أفريقيا الكبرى 1971 هو سباق فورمولا 1 أقيم بتاريخ 6 مارس 1971 في خاوتينغ، جنوب أفريقيا. كان الأول من أصل 11 في بطولة العالم لسباقات الفورمولا واحد موسم 1971. حلّ الأمريكي ماريو أندريتي أولا بينما جاء البريطاني جاكي ستيورات في المركز الثاني وحصل على المركز الثالث السويسري كلاي ريجاتسوني.